# Tr101
Tr101 – parowóz towarowy bawarskiej serii E I produkowany w latach 1899–1901. 

## Historia
Począwszy od 1899 roku bawarska fabryka Krauss produkowała dla Królewskich Państwowych Kolei Bawarskich serię parowozów towarowych. Wyprodukowano 48 lokomotyw dla kolei bawarskich. 42 lokomotywy kolei bawarskich zostały następnie przejęte przez koleje niemieckie.